# Абсолютна летальна доза
Абсолю́тна лета́льна до́за (англ. absolute lethal dose) — найменша кількість речовини, яка викликає смерть у 100 % піддослідних організмів за певних стандартизованих умов. Ця величина залежить від числа організмів, використаних при її оцінці. Позначається LD100.